# 다위노프테루스
다위노프테루스(학명: Darwinopterus)는 쥐라기 중기에 번성했던 익룡으로, 중국에서 화석이 발굴되었으며, 다위노프테루스라는 이름은 영국의 생물학자 찰스 다윈의 이름을 따서 붙여졌다. 타오지샨 층에서 30-40마리분의 표본이 발굴되었다. 람포링쿠스류의 꼬리 긴 익룡과 프테라노돈류의 꼬리 짧은 익룡의 특징을 모두 갖고 있다고 알려진 최초의 익룡이다.